# Knes
Knes, auch Knäse oder Knjas (Transkription; wird meist mit Fürst übersetzt), war ein in allen slawischen Sprachen bekannter Herrschertitel oder Ehrentitel für eine gesellschaftlich führende Person bei den Slawen. Der Titel ist seit dem 7. Jahrhundert belegt und war teils bis in das frühe 20. Jahrhundert im Sprachgebrauch.

## Sprachvarianten

### Slawische Sprachen
- altslawisch bzw. altbulgarisch: кънѧꙃь kъnędzь
- bosnisch knez
- bulgarisch княз knjas
- kroatisch knez
- obersorbisch knjez
- polnisch ksiądz ‚Priester‘, kniaź, książę ‚Fürst‘, ‚Herzog‘, ‚Prinz‘
- russisch князь knjas
- serbisch кнез knez
- slowakisch kňaz ‚Priester‘, knieža ‚Fürst‘
- slowenisch knez
- tschechisch kněz ‚Priester‘, kníže ‚Fürst‘
- ukrainisch князь knjas

### Entlehnungen in nichtslawischen Sprachen
Als Entlehnung kommen vor:
- rumänisch cneaz ‚Fürst, Herrscher‘
- ungarisch kenéz ‚Herrscher (besonders bei den Walachen)‘

### Übersetzungsäquivalente in nichtslawischen Quellen
In griechischen Quellen wurden die slawischen Anführer meist als ἄρχων árchon, selten als reks oder ἔξαρχος éxarchos bezeichnet.
In lateinischen Quellen wird der Titel Knes meist mit comes, oder seltener princeps übersetzt. Auch dux war gebräuchlich und bezeichnet oft einen Vasall des Fränkischen Reichs, später des Heiligen Römischen Reichs.

## Wortherkunft
Knes leitet sich vom urgermanischen Wort kuningaz oder gotischen Wort kuniggs (König) ab, das einen politisch oft weitgehend unabhängigen Herrscher bezeichnet.
Ab dem 12. Jahrhundert wurde kral (kralь, kъralь ‚König‘; lateinisch rex) die Bezeichnung für den höchsten slawischen Herrscher (vergleiche die verwandten Bezeichnungen kralj im Kroatischen, król im Polnischen und král im Tschechischen sowie király im Ungarischen). Das Wort leitet sich aber nicht von Knes, sondern von Karl dem Großen ab.

## Geschichte

### Bulgaren
Der Titel ist bei den Bulgaren erstmals in Verbindung mit dem Herrscher Asparuch (668–700) belegt. Zugleich ist dies die früheste historisch dokumentierte Verwendung dieses slawischen Herrschertitels. Asparuch war der Gründer des ersten Bulgarischen Reiches und Donaubulgariens. Von 1879 bis 1908 war Knjaz der Titel der bulgarischen Herrscher des Knjazestwo (Fürstentum) Bulgariens.

### Kroaten
Für die ältesten Herrscher der Kroaten im Frühmittelalter sind nur lateinische oder griechische Titel belegt. Die lateinischen Titel dux, dominus, comes und princeps, die für die kroatischen Herrscher vor Annahme des Königstitels (lat. rex, slawisch kralj) im Gebrauch waren, werden in der modernen kroatischen Historiographie gewöhnlich als knez übersetzt.

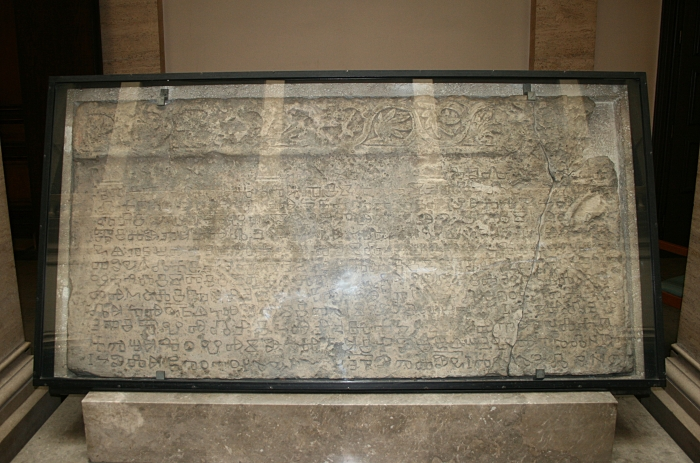
Original der Tafel von Baška in der Kroatischen Akademie der Wissenschaften und Künste

Der slawische Titel knez ist erstmals für den gesamten Sprachraum der Südslawen auf der Tafel von Baška vom Anfang des 12. Jahrhunderts belegt. In der Inschrift in glagolitischer Schrift heißt es:

„Ich Abt Držiha schrieb dies über dieses Stück Land, welches Zvonimir, Kralj Kroatiens, in seinen Tagen, der Heiligen Lucija schenkte. […] Ich, Abt Dobrovit erbaute diese Kirche und mit meinen neun Brüdern in den Tagen des Knez Kosmat, der dieses Land beherrschte.“

In den folgenden Jahrhunderten führten die Oberhäupter mächtiger Adelsgeschlechter (z. B. die Šubići) und der dalmatinischen Küstenstädte (z. B. Ragusa) diesen Titel.
Zur Zeit der osmanischen Herrschaft verlor der Titel an Bedeutung und wurde zum Titel der Vorsteher lokaler christlicher Selbstverwaltungen und der Dorfschulzen christlicher Gemeinden.

### Polen
Die bei den Polen verwendeten Wörter Książę (Prinz), Księstwo (Fürstentum), Ksiądz (Priester) sowie Kniaź (der Name des Schultheiß im Walachischen Recht) leitet sich ebenfalls vom altslawischen Knjaz ab.

### Rumänen
In den Siedlungsgebieten der Rumänen entwickelte sich das Knesentum (rum. cneaz) unterschiedlich je nach Region, einerseits in den unabhängigen oder zumindest autonomen Donaufürstentümern, der Walachei und der Moldau, und andererseits im zumeist ungarisch beherrschten Siebenbürgen.
In der Walachei und der Moldau erscheinen sie im Hochmittelalter zunächst als kleinere Regionalfürsten, als "eine Art Woiwode mit eingeschränkter Autorität". Nachdem sich der walachische und der moldauische Staat im 14. Jahrhundert gefestigt hatten, werden "die Dorfrichter der den Fürsten unterstellten und der freien Dörfer als Knesen bezeichnet. Doch seit dem 15. und ausschließlich seit Ende des 16. Jahrhunderts ist der Knes in der Walachei der freie Bauer mit eigenem Grundbesitz. Diese Bauern bilden eine in den Quellen eigens bezeichnete Schicht zwischen den Bojaren und den Armen (d.h. Unfreien oder Besitzlosen ohne Grundbesitz)."
In Siebenbürgen hingegen blieben die Knesen zunächst die leitenden Figuren der örtlichen rumänischen Dorfgemeinschaften, die in den ansonsten von ungarischen Adligen dominierten Komitaten noch lange einen eigenen Rechtsraum behielten, das jus Valachorum oder keneziale. Sie begannen schon früh, in königlich anerkannte und andere zu zerfallen. Zwar galten sie nie als adlig, doch erkennt eine Urkunde des Ungarnkönigs Ludwig I. die Aussagen königlich beglaubigter Knesen als denen eines Edelmannes gleichwertig an, während diejenigen anderer Knesen nur ein Viertel soviel galten. Sie mussten geringere Abgaben entrichten, waren insbesondere vom Schafsfünfzigsten befreit, den die gemeinen Walachen leisten mussten. Mit der Zeit stiegen die Knesen entweder in die Ränge des vollwertigen Adels auf oder in die Ränge der unfreien Gemeinen hinab. Ihre Funktionen wurden durch die Komitatsrichter (ung. biró, rum. jude) übernommen. Ende des 14. Jahrhunderts sind vier Kategorien feststellbar: 1. Knesen, die allein aus (nicht schriftlich bestätigtem) Gewohnheitsrecht regierten, 2. solche, die durch königliche Urkunde bestätigt worden waren, 3. solche, die ihr Dorf per Schenkung als Grundbesitz erhalten hatten und zu Adligen aufgestiegen waren, und 4. Knesen nur dem Namen nach, die eigentlich Untertanen des Adels oder der Kirche waren.
Im Banat, das ebenfalls ursprünglich Teil Ungarns war, nahm das Knesentum eine Sonderentwicklung. In diesem lange Zeit umkämpften Grenzgebiet der Türkenkriege hielt sich die alte rumänische Dorfverfassung besonders lange. Unter türkischer Herrschaft wurden ihre Privilegien bestätigt: „Verteilung der Abgaben auf die Bauern, Rechtsprechung über Grundbesitzstreitigkeiten, Einsammlung der Steuern, Organisation der Wachen und Ergreifung von Übeltätern.“ Pflichtbewusste Knesen konnten mit Land und urkundlicher Anerkennung belohnt werden. Nach endgültiger Einverleibung in die Habsburger Monarchie (1719) wurde das Knesentum durch die Ernennung von Oberknesen (entlohnte Beamte) in die österreichische Verwaltung integriert. Gewöhnliche Knesen blieben steuerfrei und konnten ihr Amt mit obrigkeitlichem und dorfgemeinschaftlichem Einverständnis auf ihren Sohn übertragen. An der Militärgrenze stellten oft die Offiziere zugleich die Knesen.

### Ostslawen
In altrussischen Chroniken war knjas die allgemeine Bezeichnung für Herrscher der Kiewer Rus. Den Titel führten auch Partikularfürsten der russischen Fürstentümer in der Zeit der feudalen Zersplitterung. Die Großfürsten hießen weliki knjas und galten als die führenden Vertreter der Rurikiden-Dynastie. Ab dem 16. Jahrhundert nahmen die Moskauer Großfürsten den Titel Zar an. Im Russischen Reich war der erbliche Titel Fürst bis ins 20. Jahrhundert gebräuchlich, zumeist trugen ihn die Nachkommen alter Partikularfürsten. Die nicht-herrschenden Mitglieder der kaiserlichen Familie trugen den Titel weliki knjas (Großfürst). Auch die Großherzöge des Großfürstentum Litauen wurde im Ruthenischen als weliki knjas („Großfürsten“) bezeichnet.

### Serben
Bei den Serben war der Titel knez im Mittelalter die Amtsbezeichnung für Angehörige des Herrscherhauses des Serbischen Reiches, die Teilgebietete verwalteten, später auch Herrschertitel, nachdem die Nemanjiden ausstarben (vgl. Lazar Hrebeljanović, 1371–1389).
Nach der wiedererlangten Selbständigkeit von osmanischer Herrschaft wurde er auch zum Titel des serbischen (bis 1882) und montenegrinischen (1851–1910) Herrschers (vgl. Miloš Obrenović).

### Sorben
Bei den Sorben lautet die heute geläufige männliche Anrede „Herr“ in beiden sorbischen Sprachen knjez bzw. kněz (weibliche Form: kněni) entsprechend dem polnischen pan und tschechischen pán.

### Allgemein
- Peter Bartl: Knez. In: Konrad Clewing, Holm Sundhaussen (Hrsg.): Lexikon zur Geschichte Südosteuropas. Böhlau, Wien u. a. 2016, ISBN 978-3-205-78667-2, S. 494 f.

### Rumänen
- J. Bogdan: Ueber die rumänischen Knesen. In: Archiv für slavische Philologie. Band 25, 1903.

### Serben
- D. Daničić: Rječnik iz književnih starina srpskih. Band 1. Beograd 1863, S. 451–457.